# 清水泰 (焼津市長)
清水 泰（しみず ひろし、1944年4月15日 - ）は、日本の政治家。元静岡県焼津市長（1期）。元静岡県議会議員（3期）、元焼津市議会議員（2期）。

## 来歴
静岡県出身。静岡県立島田商業高等学校卒。藤枝青年会議所理事長、焼津市議会議員を経て、1999年静岡県議会議員に当選し、3期務める。
2008年焼津市長選挙で元静岡県議の八木健次を破り当選。
※当日有権者数：115,374人 最終投票率：51.65%（前回比：-pts）
| 候補者名 | 年齢 | 所属党派 | 新旧別 | 得票数   | 得票率 | 推薦・支持 |
| -------- | ---- | -------- | ------ | -------- | ------ | ---------- |
| 清水泰   | 64   | 無所属   | 新     | 30,119票 | 51.18% |            |
| 八木健次 | 74   | 無所属   | 新     | 28,732票 | 48.82% |            |

2012年再選を目指したが、元静岡県議の中野弘道に敗れ落選した。。
※当日有権者数：114,929人 最終投票率：45.2%（前回比：-9.45pts）
| 候補者名 | 年齢 | 所属党派 | 新旧別 | 得票数   | 得票率 | 推薦・支持         |
| -------- | ---- | -------- | ------ | -------- | ------ | ------------------ |
| 中野弘道 | 55   | 無所属   | 新     | 32,474票 | 55.02% | （推薦）自由民主党 |
| 清水泰   | 68   | 無所属   | 現     | 26,548票 | 44.98% | （推薦）連合静岡   |